# Prix international de la Fondation Hasselblad
Le prix international de la Fondation Hasselblad (ou prix Hasselblad) est une récompense donnée tous les ans depuis 1980 (sauf en 1983, année de la mort d’Erna Hasselblad et en 2020 en raison de la pandémie de Covid-19) à un photographe ayant accompli un travail remarquable au cours de sa carrière.
Le prix est organisé par la fondation Erna et Victor Hasselblad et le lauréat est annoncé chaque année vers mars-avril.

## Dotation
En 2022, le prix Hasselblad est doté d’une somme de 206 500 $.

## Lauréats
- 1980 : Lennart Nilsson
- 1981 : Ansel Adams
- 1982 : Henri Cartier-Bresson
- 1983 : non décerné
- 1984 : Manuel Álvarez Bravo
- 1985 : Irving Penn
- 1986 : Ernst Haas
- 1987 : Hiroshi Hamaya
- 1988 : Édouard Boubat
- 1989 : Sebastião Salgado
- 1990 : William Klein
- 1991 : Richard Avedon
- 1992 : Josef Koudelka
- 1993 : Sune Jonsson
- 1994 : Susan Meiselas
- 1995 : Robert Häusser
- 1996 : Robert Frank
- 1997 : Christer Strömholm
- 1998 : William Eggleston
- 1999 : Cindy Sherman
- 2000 : Boris Mikhaïlov
- 2001 : Hiroshi Sugimoto
- 2002 : Jeff Wall
- 2003 : Malick Sidibé
- 2004 : Bernd et Hilla Becher
- 2005 : Lee Friedlander
- 2006 : David Goldblatt
- 2007 : Nan Goldin
- 2008 : Graciela Iturbide
- 2009 : Robert Adams
- 2010 : Sophie Calle
- 2011 : Walid Raad
- 2012 : Paul Graham
- 2013 : Joan Fontcuberta
- 2014 : Ishiuchi Miyako
- 2015 : Wolfgang Tillmans
- 2016 : Stan Douglas
- 2017 : Rineke Dijkstra
- 2018 : Oscar Muñoz[2],[3]
- 2019 : Daidō Moriyama
- 2020 : Alfredo Jaar[4]
- 2021 : non décerné
- 2022 : Dayanita Singh[5],[6]
- 2023 : Carrie Mae Weems[7]
- 2024 : Ingrid Pollard[8]
- 2025 : Sophie Ristelhueber[9]